# Xã DeWitt, Quận DeWitt, Illinois
Xã DeWitt (tiếng Anh: DeWitt Township) là một xã thuộc quận DeWitt, tiểu bang Illinois, Hoa Kỳ. Năm 2010, dân số của xã này là 479 người.